# Спенсер Гор
Спенсер Вільям Гор (англ. Spencer William Gore; 10 березня 1850 — 19 квітня 1906) був англійським тенісистом і крикетистом. Він став переможцем першого Вімблдонського турніру у 1877 році.

## Ранні роки
Спенсер Гор був братом відомого теолога та англіканського єпископа Чарльза Гора. Він народився за милю від Всеанглійського клубу лаун-тенісу і крокету у Вімблдоні. У школі його навчили грати у крикет і футбол.

## Спортивна кар'єра
Гор був гравцем у крикет, проте виступав тільки за аматорський клуб I Zingari.
У тенісі він досяг значно кращих результатів. у 1877 році він став одним із 22 гравців, хто заплатив по одній гінеї для участі у першому Вімблдонському турнірі з тенісу. Він виграв титул, перемігши у фіналі 19 червня Вільяма Маршала 6-1, 6-2, 6-4. За чотири кола турніру він програв тільки два сети. Він виграв 12 гіней призових і кубок, презентований спортивним журналом The Field.
Наступного року він програв у фіналі Френку Хедоу 7-5, 6-1, 9-7.

## Бізнес-кар'єра
Спенсер Гор приєднався до рекламної компанії Pickering and Smith - власності його тестя Едмунда Джеймса Сміта, після чого компанія змінила назву на Smiths and Gore

## Особисте життя
Гор був одружений із Емі Маргарет Сміт. Вони мали чотирьох дітей - Кетлін Емі, Флоренс Емілі, Джордж Пім (1875–1959) і Спенсер Фредерик (1878–1914). Джордж став відомим боксером, а Спенсер - художником.
Спенсер Гор помер у 1906 році в Кенті.

## Фіналитурнірів Grand Slam
| Статус     | Рік  | Турнір   | Покриття | Суперник      | Рахунок       |
| ---------- | ---- | -------- | -------- | ------------- | ------------- |
| Переможець | 1877 | Вімблдон | Трава    | Вільям Маршал | 6–1, 6–2, 6–4 |
| Фіналіст   | 1878 | Вімблдон | Трава    | Френк Хедоу   | 5–7, 1–6, 7–9 |